# Euryphura ochracea
Euryphura ochracea är en fjärilsart som beskrevs av Max Bartel 1905. Euryphura ochracea ingår i släktet Euryphura och familjen praktfjärilar. Inga underarter finns listade i Catalogue of Life.